# John Andreas Olsen
John Andreas Olsen, född 4 juli 1968, är en norsk militär och professor.

## Biografi
Olsen är officer i norska flygvapnet. Han har varit dekanus vid Forsvarets høgskole och chef för dess institution för strategiska studier. Åren 2009–2012 var Olsen Deputy Commander and Chief för den rådgivningsgrupp vid NATO:s högkvarter i Sarajevo som förbereder Bosnien-Hercegovina på status som medlemskapskandidat i NATO. År 2013 utnämndes han till överste, varpå han 2013–2014 var ställföreträdande chef för seksjon for strategisk kompetansestyring og personellpolitikk vid Forsvarsdepartementet och 2014–2016 var avdelningsdirektör vid departementet. Olsen är sedan den 1 augusti 2016 försvarsattaché vid ambassaden i London. Han är också gästprofessor vid Försvarshögskolan i Stockholm.
Olsen har avlagt filosofie doktor-examen i historia och internationella relationer vid De Montfort University i Leicester och har studerat vid den tyska stabsskolan Die Führungsakademie der Bundeswehr. Han har därtill examen i engelska från Norges teknisk-naturvetenskapliga universitet i Trondheim och Master’s degree i samtida litteratur från University of Warwick. Olsen är känd för sina böcker om strategi och luftkrigföring. Han mottog 2010 Gill Robb Wilson Award för sitt författarskap.
John Andreas Olsen invaldes 2018 som ledamot av Kungliga Krigsvetenskapsakademien.